# Breuil-le-Sec
Breuil-le-Sec is een gemeente in het Franse departement Oise (regio Hauts-de-France). De plaats maakt deel uit van het arrondissement Clermont. Breuil-le-Sec telde op 1 januari 2022 2.526 inwoners.

## Geografie
De oppervlakte van Breuil-le-Sec bedroeg op 1 januari 2022 8,89 vierkante kilometer; de bevolkingsdichtheid was toen 284,1 inwoners per km².

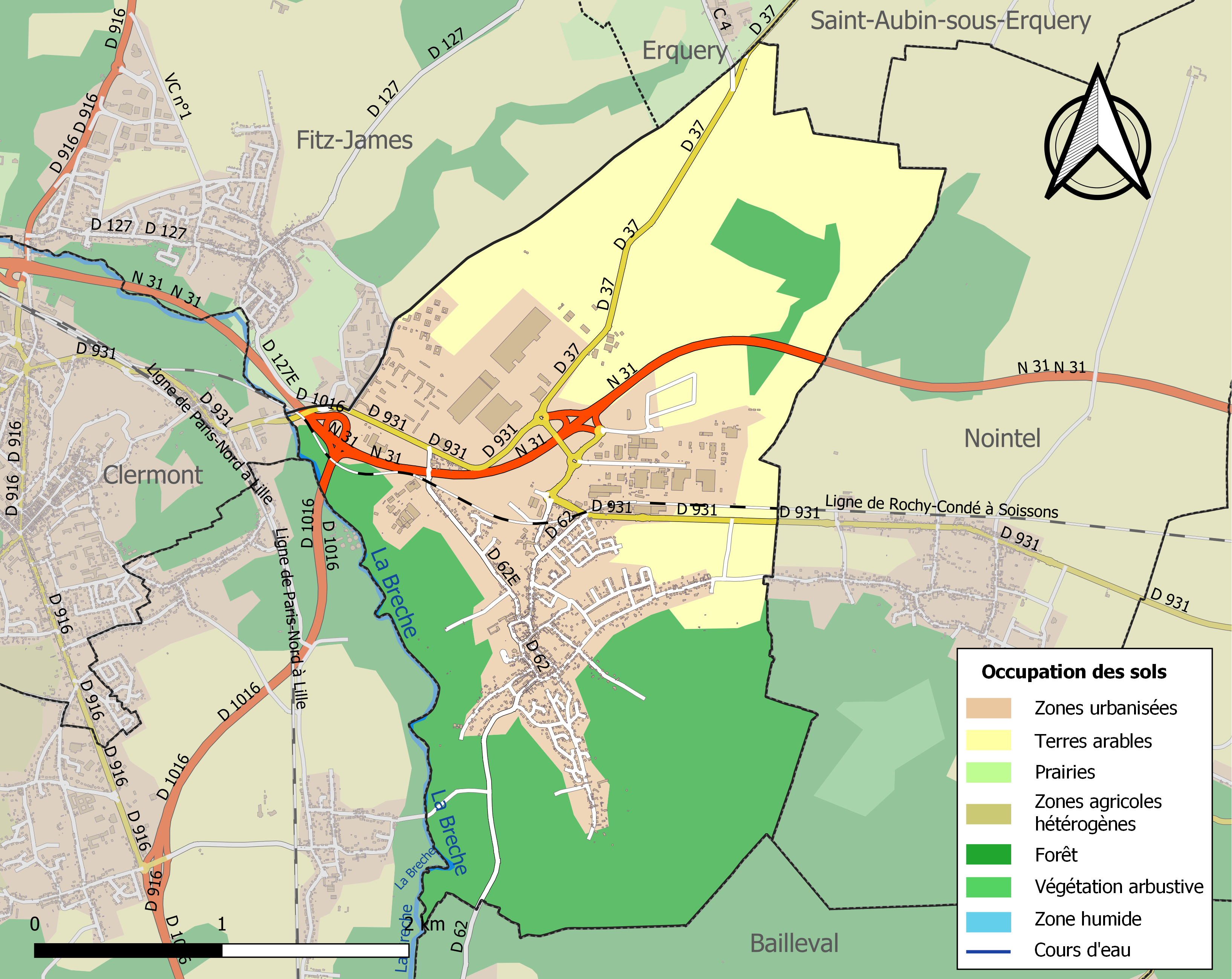
Kaart van de gemeente met belangrijkste infrastructuur, bodemgebruik en omliggende gemeenten

## Demografie
Onderstaande figuur toont het verloop van het inwonertal (bron: INSEE-tellingen).